# بيل دوس
بيل دوس (بالإنجليزية: Bill Doss)‏ هو موسيقي وعازف قيثارة أمريكي، ولد في 12 سبتمبر 1968، وتوفي في 31 يوليو 2012.

## وصلات خارجية
- بيل دوس على موقع ميوزك برينز (الإنجليزية)
- بيل دوس على موقع ديسكوغز (الإنجليزية)